# قله بسیار برجسته

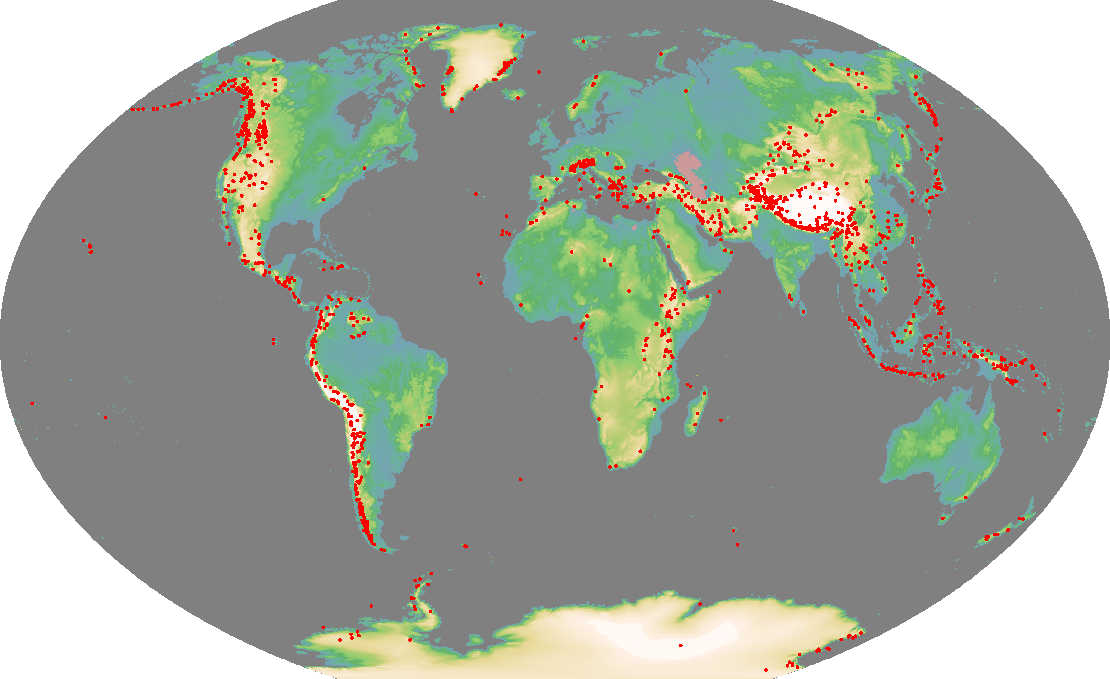
نقشهٔ پراکندگی قله‌های بسیار برجسته در سراسر زمین

قلهٔ بسیار برجسته (به انگلیسی: ultra prominent peak) به کوهی گفته می‌شود که برآمدگی نسبی آن ۱٬۵۰۰ متر (۴٬۹۲۱ پا) یا بیشتر باشد. شمار چنین قله‌هایی در جهان چیزی نزدیک به ۱٬۵۱۵ قله است. برخی از آنها همچون کوه اورست، آکونکاگوا، و مک‌کینلی (سه قلهٔ دارای بیشترین برآمدگی نسبی) کوه‌هایی نام‌آشنا، و برخی دیگر از این کوه‌ها بسیار گمنام‌تر هستند. قله دنا و زردکوه بختیاری در ایران نيز یکی از این قله ها است.همچنین برخی از کوه‌های نامدار جهان، مانند ماترهورن و ایگر، در ردیف قله‌های بسیار برجسته جای نمی‌گیرند، چرا که این کوه‌ها با گذرگاه‌های بلندی به کوه‌های بلندتر از خودشان پیوسته‌اند و در نتیجه برآمدگی نسبی‌شان چندان زیاد نیست.
عبارت «بسیار برجسته» در این مفهوم را نخستین بار استفان فرای زمین‌شناس آمریکایی در دههٔ ۱۹۸۰ میلادی و در پژوهش‌های خود دربارهٔ برآمدگی نسبی قله‌های ایالت واشینگتن به کار گرفت. او عبارت «کوه بسیار بزرگ» (به انگلیسی: ultra major mountain) را برای اشاره به قله‌هایی با برآمدگی نسبی بیش از ۵٬۰۰۰ پا (۱٬۵۲۴ متر) به کار برد. 

## پراکندگی
هم اینک ۱٬۵۱۵ قلهٔ بسیار برجسته در سراسر جهان شناخته شده است: ۶۳۷ تا در آسیا، ۳۵۵ در آمریکای شمالی، ۲۰۹ در آمریکای جنوبی، ۱۱۹ در اروپا (قفقاز نیز جزو اروپا به شمار آمده)، ۸۴ در آفریقا، ۶۹ در استرالیا، و ۳۹ تا در جنوبگان.

## فهرست‌های قله‌های بسیار برجسته‌
اورست، دماوند، k2، گاشربروم۱،۲،۳،۴،۵، کلیمانجارو و آرارات و ... کوه های برجسته دنیا هستند.